# Qoves Studio
 (juin 2022).
QOVES Studio est un fournisseur de services de consultation en imagerie de télémédecine qui évalue en profondeur la beauté, les cosmétiques et la chirurgie. En plus des consultations en chirurgie plastique et non chirurgicale, ils proposent aussi un logiciel d'intelligence artificielle qui peut être utilisé pour évaluer les problèmes du visage.

## Histoire
QOVES Studio a été fondé en 2019 comme une initiative visant à éduquer le public sur la manipulation de Photoshop et les tendances inquiétantes. En 2020, ils ont adapté l'IA et les consultations de chirurgie plastique, remarquant une lacune dans le marché.  Leur Bilan sur l'Esthétique du Visage analyse le visage du patient de haut en bas et fournit un bilan de 24 pages pour guider la chirurgie esthétique ou non invasive,. La beauté centrale du Bilan Esthétique s'inspire de la thèse centrale fournie par Gilian Rhodes sur la psychologie évolutive de la beauté,.

### Critique
L'utilisation de normes de beauté "scientifiques" fait toujours l'objet d'une forte controverse, car beaucoup pensent encore que la beauté est dans les yeux de celui qui regarde, alors que QOVES juge la beauté selon des normes artistiques plutôt que par des normes scientifiques objectives. En 2020, leur outil d'évaluation du visage a été critiqué pour avoir promu des normes de beauté Eurocentriques dans son évaluation des défauts cosmétiques,. Les critiques ont affirmé que mêler beauté et intelligence artificielle ne fait que promouvoir les préjugés existants dans notre société, qui sont reflétés dans un secteur de la beauté jusque-là inexploité.
En 2021, QOVES AU s'est aussi associé à Leo Olsen Guillot pour créer l'Agence QOVES,,.